# ثيمسكيرا
ثيمسكيرا (بالإنجليزية: Themyscira)‏ هي جزيرة خيالية من ابتكار وإنشاء دي سي كومكس وتظهر في قصصها المصورة وبرامجها ورسومها المتحركة وهي موطن لعديد من الشخصيات الخيالية المهمة مثل هيبوليتا والتي هي ملكة الجزيرة وإبنتها المرأة المعجزة والتي هي أميرة الجزيرة واختها بالتبني دونا تروي وهي إحدى أميرات الجزيرة، وتظهر الجزيرة على أنها في بلاد الأغريق أو اليونان وتظهر في الأساطير اليونانية وتسكن الجزيرة شعب الأمازونيات ويمنع على الرجال دخول الجزيرة.